# 1205 Ebella
1205 Ebella је астероид главног астероидног појаса са средњом удаљеношћу од Сунца која износи 2,536 астрономских јединица (АЈ).
Апсолутна магнитуда астероида је 13,6 а геометријски албедо 0,047.